# 巴黎东大学
巴黎东大学（法語：Paris-Est Sup），简称巴黎东大，是法国的一个大学与院校共同体（法语：ComUE），成员包括巴黎东部的两所公立大学，及巴黎东部的一些其他专业院校。

原标志

## 历史
巴黎东大学成立于2007年，创立时根据法国法律，是一个高等教育研究中心（法语：PRES），包括了巴黎东-马恩拉瓦莱大学和国立桥路学校两所学校。2012年又有巴黎东部的其他学校加入。2015年3月，由于新的高等教育与研究法的实施，巴黎东大学成为了大学与院校共同体。

## 成员

### 创始成员[3]
- 巴黎高等电子电机工程师学校 ESIEE Paris（古斯塔夫·埃菲尔大学）
- 国立桥路学校 École nationale des ponts et chaussées
- 阿尔夫国立兽医学校 École nationale vétérinaire d'Alfort
- 法国国家科学研究中心 CNRS（Centre national de la recherche scientifique）
- 原法国道路交通科技研究院 IFSTTAR（古斯塔夫·埃菲尔大学）
- 巴黎东克雷特伊大学 Université Paris-Est Créteil Val-de-Marne
- 原巴黎东-马恩拉瓦莱大学 Université Paris-Est Marne-la-Vallée（古斯塔夫·埃菲尔大学）

### 其他成员[4]
- 巴黎市工程师学校 École des ingénieurs de la ville de Paris（古斯塔夫·埃菲尔大学）
- 马恩河谷国立高等建筑学校 École nationale supérieure d’architecture de Marne-la-Vallée（古斯塔夫·埃菲尔大学）
- 巴黎-美丽城国立高等建筑学校 École nationale supérieure d'architecture de Paris-Belleville
- 巴黎公共工程土木工程工业专业学校 ESTP